# Foreste temperate valdiviane
Le foreste temperate valdiviane sono un'ecoregione di foreste temperate che si sviluppa in Argentina e Cile (codice ecoregione: NT0404).

## Territorio
L'ecoregione si estende lungo il cono meridionale del Sud America, tra il versante occidentale delle Ande e l'oceano Pacifico. 

## Flora
Nella regione possono essere distinti cinque differenti ecosistemi forestali: 
1. foreste decidue della provincia di Maula (Cile), rappresentano la transizione tra la foresta mediterranea sempreverde e le foreste temperate umide. Queste formazioni forestali sono caratterizzate dalla dominanza di specie decidue del genere Nothofagus, molte delle quali endemiche dell'ecoregione.
2. foreste di laurisilva valdiviana, dominate da una varietà di specie arboree tra cui Laureliopsis philippiana, Aextoxicon punctatum, Eucryphia cordifolia, Caldcluvia paniculata e Weinmannia trichosperma.
3. foreste della Patagonia settentrionale, con predominanza di specie sempreverdi come Nothofagus dombeyi, Podocarpus nubigenus e Drimys winteri.
4. foreste andine patagoniche, caratterizzate da Araucaria araucana e da macchia andina con specie decidue di Nothofagus.
5. foreste sempreverdi di Nothofagus betuloides e paludi di Sphagnum spp. [1]

## Fauna

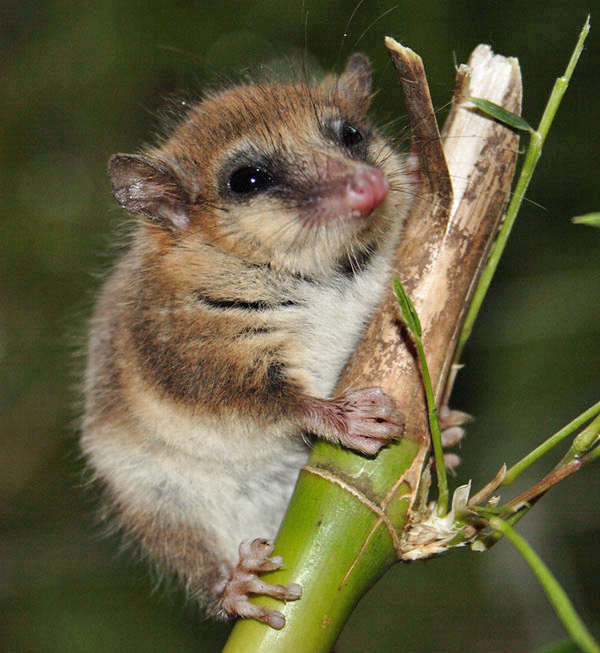
Monito del monte
(Dromiciops gliroides)

Tra i mammiferi presenti nell'ecoregione meritano un cenno il monito del monte (Dromiciops gliroides), un marsupiale semi-arboricolo considerato un vero e proprio fossile vivente ed il più piccolo felino del continente americano, il Kodkod,
(Leopardus guigna).
La regione ospita un ricco contingente di anfibi, molti dei quali sono endemismi con areale molto ristretto; tra di essi si annoverano Alsodes vanzolinii, Alsodes barrioi, Eupsophus contulmoensis, Eupsophus vertebralis, Insuetophrynus acarpicus, Atelognathus nitoi, Telmatobufo australis e Telmatobufo bullocki.
Tra gli uccelli merita infine una menzione il colibrì Sephanoides sephaniodes, riconosciuto come impollinatore di numerose specie di angiosperme caratterizzate da una modalità di impollinazione ornitofila.

## Conservazione
Lo stato di conservazione dell'ecoregione è considerato critico.
Dall'epoca dell'arrivo dei conquistadores spagnoli la foresta valdiviana si è ridotta a un terzo di quella originaria. Secondo alcune stime, se l'attuale tasso di deforestazione si mantenesse inalterato, la foresta valdiviana potrebbe scomparire entro i prossimi 20 anni.
I maggiori problemi ambientali che l'ecoregione deve affrontare sono la trasformazione dei boschi nativi in aree agricole per la realizzazione di monocolture di specie esotiche, e la deforestazione di estese aree per la costruzione di infrastrutture come la autostrada costiera meridionale o il ponte sopra il canale di Chacao, che collegherà il continente e l'isola di Chiloé.
Nell'ecoregione esistono oltre 50 parchi, riserve e monumenti naturali. Tuttavia la distribuzione della maggior parte di queste aree protette, concentrate nelle zone elevate della cordigliera delle Ande, non coincide con quella delle aree di maggiore biodiversità floristica e faunistica, che in gran parte ricadono al di fuori del sistema delle aree protette.

### Parchi nazionali con foreste valdiviane
Lembi più o meno estesi di foresta temperata valdiviana sono protetti all'interno dei seguenti Parchi nazionali:
Cile
- Parco nazionale Alerce Andino

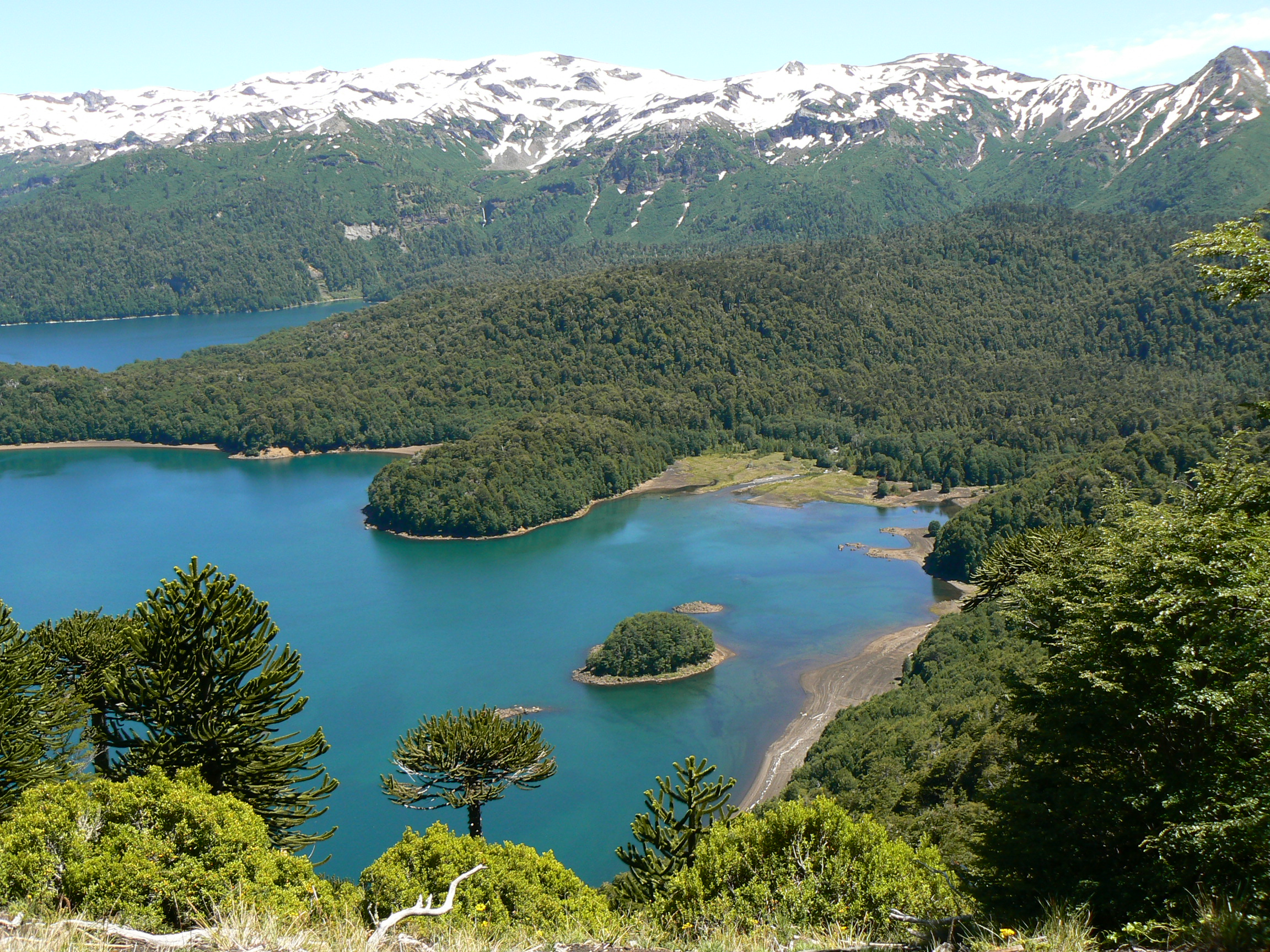
Parco nazionale di Conguillío, Cile.

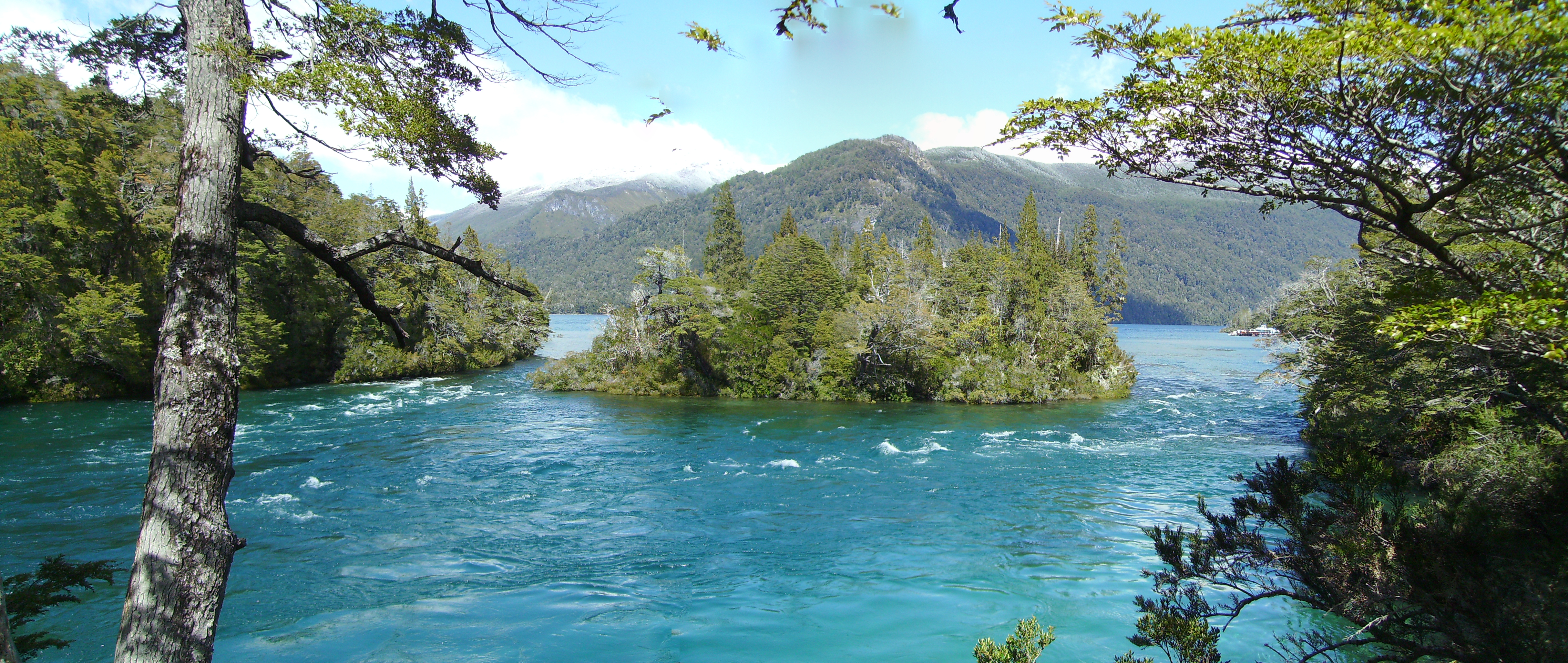
Parco nazionale Los Alerces, Argentina.

- Parco nazionale Bosco di Fray Jorge
- Parco nazionale di Conguillío
- Parco nazionale di Chiloé
- Parco nazionale Hornopirén
- Parco nazionale Huerquehue
- Parco nazionale dell'Isola Guamblin
- Parco nazionale dell'Isola Magdalena
- Parco nazionale Laguna San Rafael
- Parco nazionale di Nahuelbuta
- Parco nazionale Puyehue
- Parco nazionale Queulat
- Parco nazionale Radal Siete Tazas
- Parco nazionale Vicente Pérez Rosales
- Parco nazionale Villarrica

Argentina
- Parco nazionale Lanín
- Parco nazionale Nahuel Huapi
- Parco nazionale Lago Puelo
- Parco nazionale Los Alerces